# Monte Capitolino
Capitólio (em latim: Capitolium), como monte Capitolino (em latim: Mons Capitolinus), é uma das sete colinas sobre as quais foi fundada a cidade de Roma. Ela está dividida em três regiões bastante distintas: a Cidadela (em latim: Arx), a 48 metros de altitude em relação ao nível do mar, onde está a basílica de Santa Maria in Aracoeli; o Asilo (em latim: Asylum ou inter duos lucos), a 35,9 metros de altitude, onde está a Piazza del Campidoglio; e o Capitólio propriamente dito, a 44,7 metros de altitude, onde está o Palazzo Caffarelli.
A encosta sudoeste do Capitolino, ocupada por vários edifícios da Villa Caffarelli e abaixo da Rocha Tarpeia, ainda hoje é conhecida como Monte Caprino.

## História

### Período lendário e monárquico
Uma selada conhecida antigamente como Asilo separa o cume setentrional (Cidadela) do meridional (Capitólio), onde fica uma proeminência rochosa chamada Rocha Tarpeia, o local de onde eram atirados os traidores de Roma. Por sua posição entre a planície do Fórum Romano e o rio Tibre, perto do vau da Ilha Tiberina, ali foi instalada a acrópole de Roma.

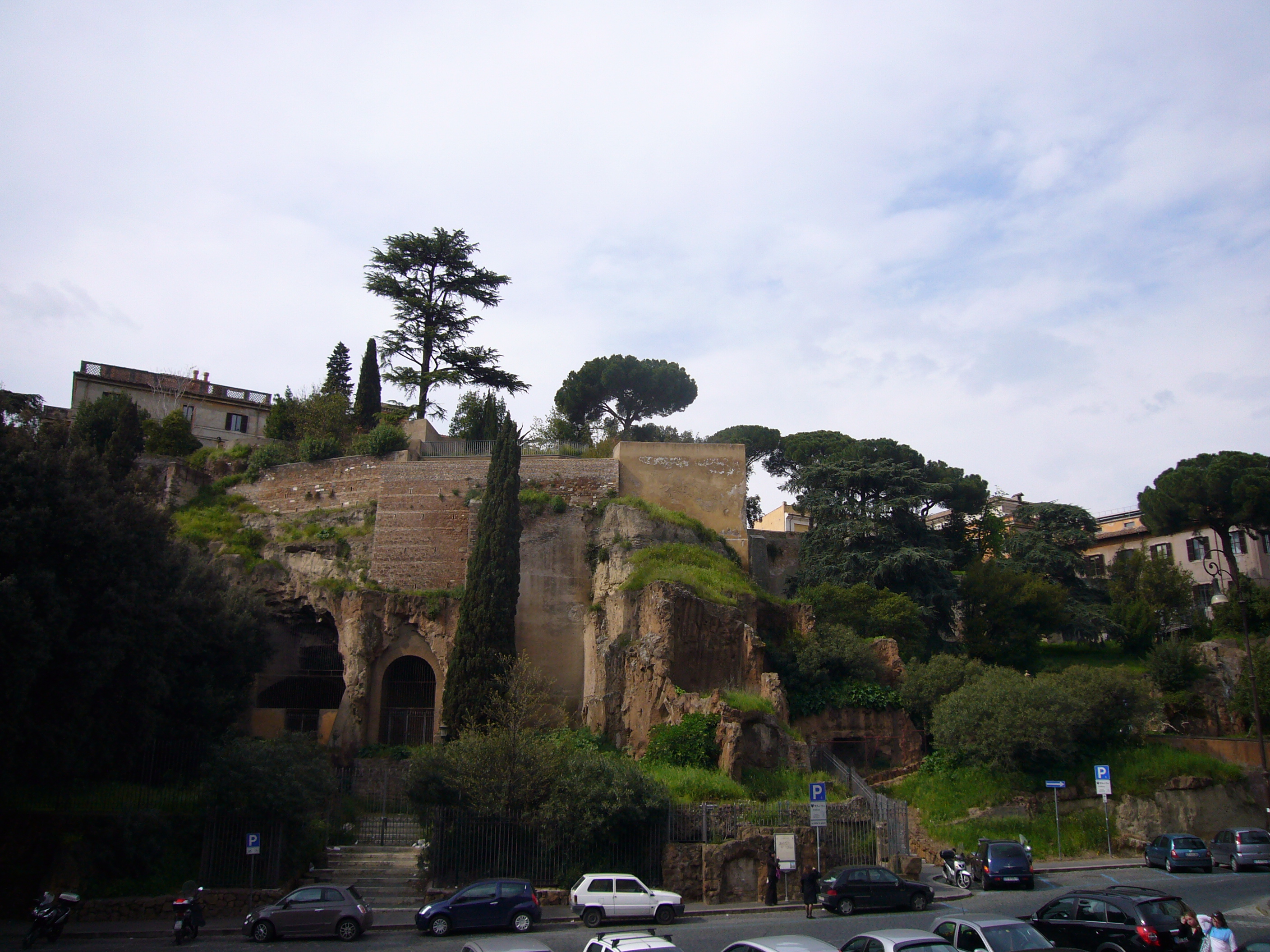
Rocha Tarpeia.

Segundo a tradição romana, o primeiro assentamento no monte Capitolino foi fundado pelo deus Saturno (que tinha um templo no local), no qual foram acolhidos os regos liderados por Hércules. De fato, o Capitólio aparentemente foi habitado a partir do final da Idade do Bronze, como provam algumas cerâmicas descobertas no sopé do monte, no Sítio de Santo Omobono e nas escavações no Giardino Romano.
Segundo o historiador Tácito, o Capitólio e também o vizinho Fórum Romano foram anexados à antiga Roma quadrada de Rômulo por Tito Tácio. A construção do Templo de Júpiter Capitolino, dedicado à tríade capitolina (Júpiter, Juno e Minerva), que antigamente ocupava o segundo cume (Capitolium) e era até então apenas um altar, foi iniciada, segundo a tradição, na época de Tarquínio Prisco, continuando durante o reinado de Tarquínio Soberbo e só terminou no início da República Romana. Prisco também construiu o acesso triunfal ao monte.
A história do Capitólio está ligada à captura do monte pelos sabinos que, liderados por Tito Tácio, atacaram os romanos para se vingarem do Rapto das Sabinas. Capturada graças à traição de Tarpeia, os sabinos enfrentaram os romanos numa guerra que só terminou com a intervenção das próprias sabinas raptadas, que eram filhas dos sabinos e esposas e mães de romanos na época. Ali era realizado o sacrifício final dos triunfos, que até então terminava no Templo de Júpiter Ferétrio, cuja construção era atribuída ao próprio Rômulo, cujo nome provavelmente era uma referência ao quercus, a árvore sagrada que crescia no local e na qual Rômulo pendurou as armas e armaduras que ele havia capturado em combate singular contra o rei inimigo (a primeira spolia opima). Além disto, no Templo de Júpiter ficavam os santuários de Término e Juventas, deuses estrangeiros que, segundo o tradicionalismo da religião romana, era preferível incorporar do que destruir. Este templo passou por numerosas restaurações e reconstruções.
Durante as obras de escavação das fundações do Templo de Júpiter Capitolino foi recuperada uma cabeça humana atribuída, na época, a Aulo Vibena (ou Vipsânia), um dos condes do herói Mastarna (o rei Sérvio Túlio), irmão de Célio Vibena. Ainda na antiguidade se supunha que deste episódio derivou o nome da colina inteira: de caput Auli, que significa "cabeça de Aulo", derivou capitolium.[carece de fontes?]

### Período republicano
Em 460 a.C., o Capitólio foi ocupado por quatro mil soldados sabinos liderados por Ápio Erdônio, que tentou usurpar o comando da cidade à força. Depois de resistir por quatro dias, Erdônio foi finalmente capturado e executado pelos romanos liderados pelo cônsul Públio Valério Publícola, que também acabou morto em combate. Depois desta guerra, o Quirinal também foi incorporado à cidade de Roma.

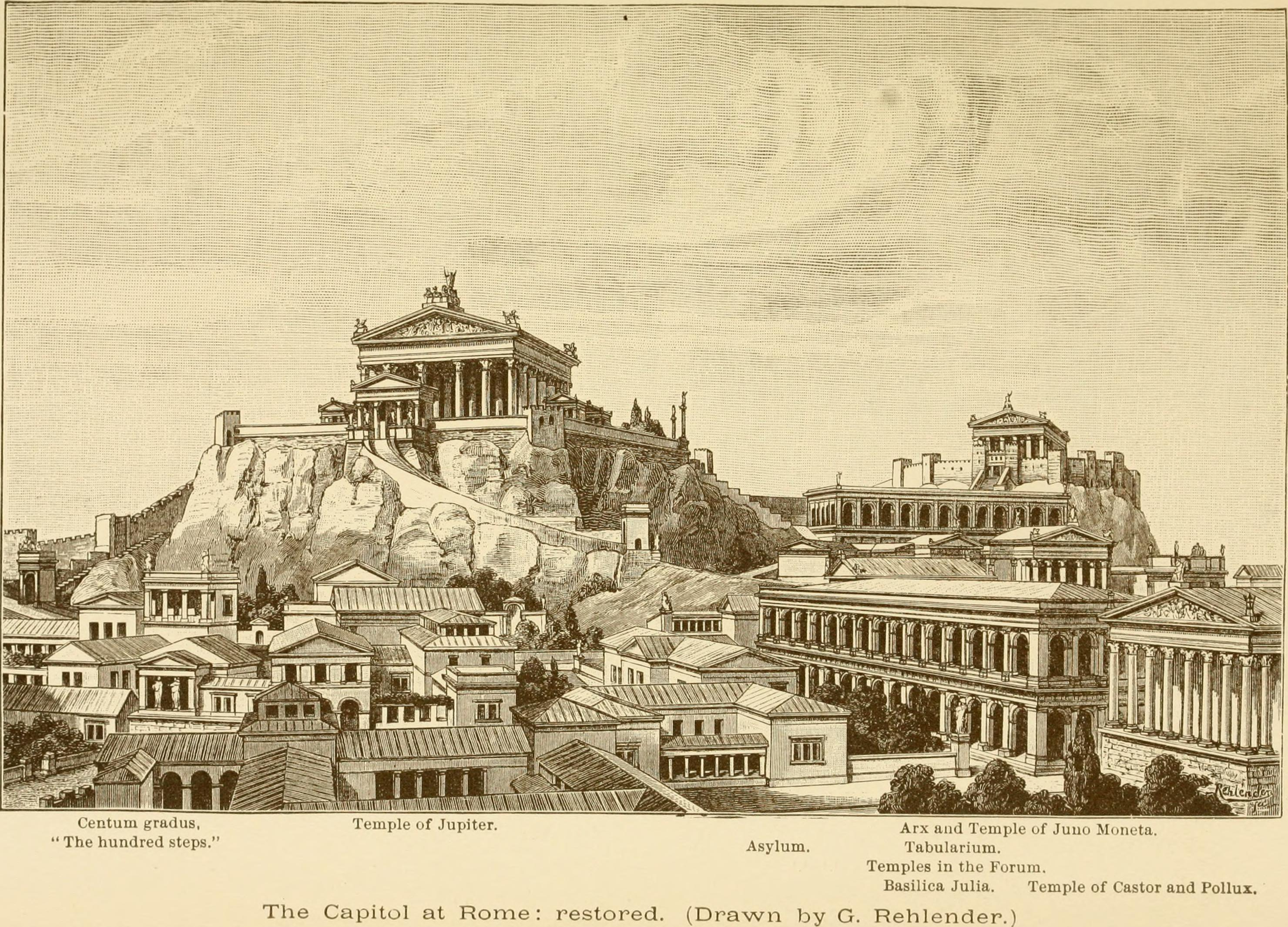
Reconstrução de uma vista do Capitolino na época republicana.

A antiga via de acesso ao Capitólio que permitia o tráfego de carroças era o Clivo Capitolino, uma continuação da Via Sacra que iniciava perto do Templo de Saturno (um trecho ainda é visível logo depois do Pórtico dos Deuses Harmoniosos). Mais adiante, a estrada ruiu juntamente com grande parte da encosta meridional da colina, mas é provável que seu trajeto continuasse em linha reta, contornando a colina para chegar ao Templo de Júpiter. Muito antigo era o chamado "auguráculo" ("recinto augural"), um espaço sagrado orientado segundo os pontos cardeais onde ocorriam os auspícios. Em 216 a.C., foi construído ali também um templo dedicado à Concórdia (diferente do templo de mesmo no Fórum Romano).
Na época da invasão gaulesa de 390 a.C., o Capitólio foi o local de um dos episódios mais famosos da história romana, o dos gansos capitolinos, ocorrido no recinto sagrado do Templo de Juno. Conta a história que, alarmados pelo alarido feito pelos gansos, os romanos descobriram um ataque noturno dos gauleses. Para lembrar o episódio, foi construído em 345-344 a.C. o Templo de Juno Moneta ("moeda" ou "admonitória"): perto deste templo foi criada a primeira casa da moeda romana e a origem do termo "moeda". 
Logo depois do cerco gaulês, as defesas de Roma foram reforçadas com um muro que correspondia à depressão central do monte ("Asilo"), que servia não apenas como fortificação, mas também como estrutura de contenção da encosta (este muro caiu em desuso depois da construção da Muralha Serviana em 378 a.C.). Nele se abriam uma série de portas: no lado de frente para o Fórum Romano, a Porta Satúrnia (perto do Templo de Saturno), também chamada de Porta Capitolina ou Porta Tarpeia ou ainda Porta Pandana ("sempre aberta") para uso dos sabinos; ela permitia o acesso ao monte a partir do Clivo Capitolino e era atravessada durante os triunfos romanos. Uma segunda porta, chamada Porta Catulária, se abria no lado oposto sobre um clivo proveniente do Campo de Marte. Uma terceira, a Porta Carmental, ficava no sudoeste permitia o acesso a partir da escadaria conhecida como Cem Degraus (Centum gradus), cujo nome evoca os degraus que começavam no Fórnice Calpúrnio, ao lado da Rocha Tarpeia, na direção do futuro Teatro de Marcelo. Outras portas são conhecidas apenas pelas fontes literárias: a Porta Flumentana, talvez do lado noroeste, e a Porta Fontinal (ou Ratumena), a nordeste.
Um outro acesso a partir do Fórum Romano eram as Escadas Gemônias, que seguia para a Cidadela (Arx), que corresponde à escada moderna de mesmo nome, que passava entre o Cárcere Mamertino e o Templo da Concórdia: do alto dela eram atirados os corpos dos prisioneiros executados no Cárcere vizinho por crimes de lesa-majestade na época do imperador Tibério. A "Escada Moneta" (em latim: Gradus Monetae), a escadaria que levava diretamente ao Templo de Juno Moneta, era provavelmente um prolongamento das Gemônias no ponto mais alto da Cidadela.
Na selada entre os dois cumes (Asilo), onde está a moderna Piazza del Campidoglio, ficava o Templo de Vejóvis (terminado em 192 a.C.), com cela muito mais larga que longa, cujos restos ainda podem ser vistos no subsolo dos Museus Capitolinos.
Em 133 a.C., o tribuno da plebe Tibério Graco foi assassinado nas imediações do Templo de Júpiter durante um comício depois de um tumulto provocado pelos patrícios. É provável que ele tenha caído do alto da escadaria que levava ao Campo de Marte ("Cem Degraus"), onde mais tarde foi erigida uma estátua sua muito venerada pelo povo romano. Em 83 a.C., um gravíssimo incêndio destruiu o Capitólio, incluindo o venerado Templo de Júpiter. O encarregado da reconstrução foi o partidário de Sula, Quinto Lutácio Cátulo, que, em 78 a.C., completou a construção do Tabulário, o arquivo do estado romano, que cobriu todo o flanco da colina de frente para o Fórum Romano, para o qual serviu como um harmonioso pano de fundo. As obras no local prosseguiram até pelo menos o ano de 69 a.C..

### Período imperial

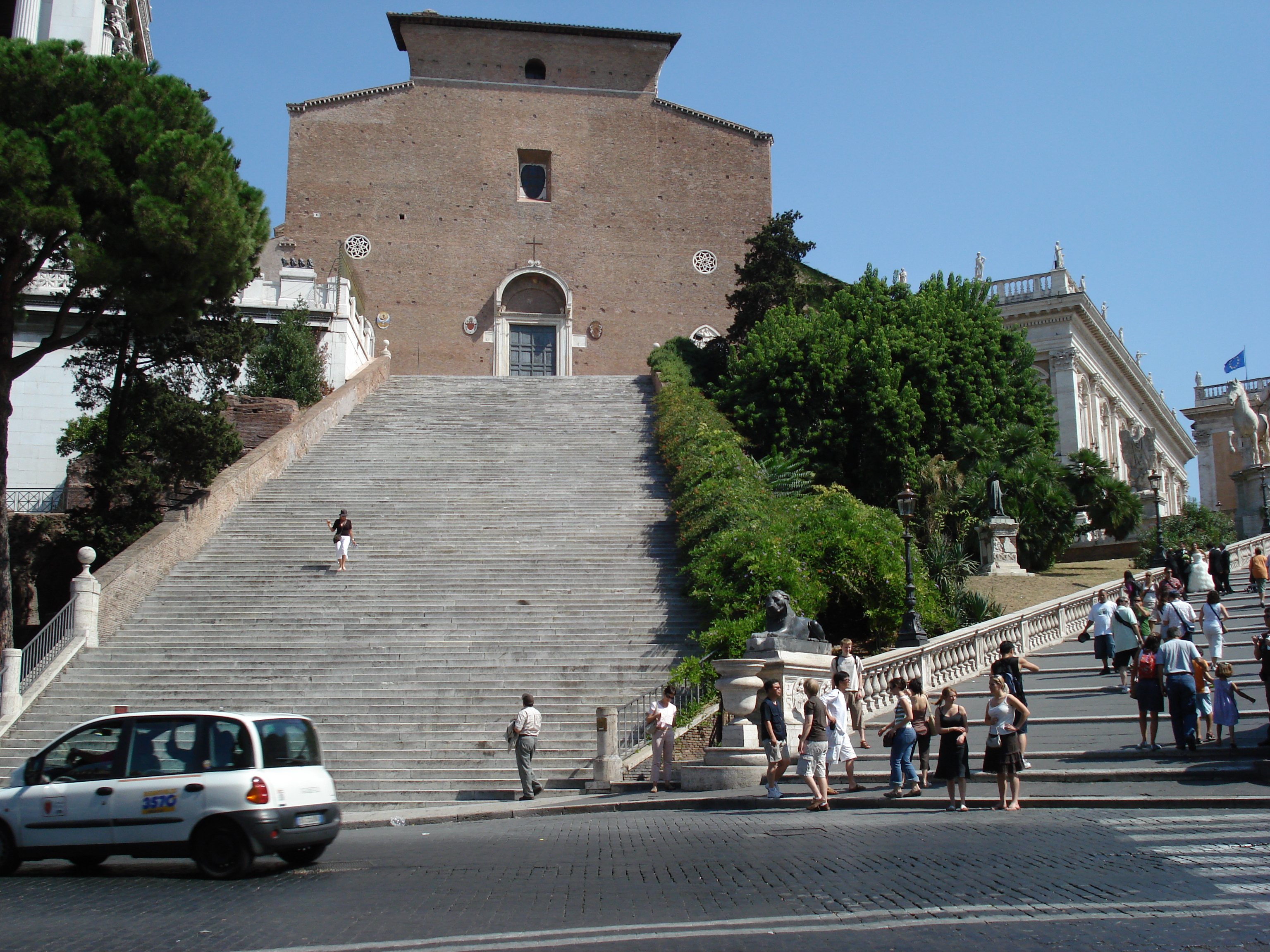
Santa Maria in Aracoeli e sua antiga e íngreme escadaria

No Capitólio, Augusto mandou construir um pequeno pequeno templo dedicado a Marte Vingador antes da dedicação de um templo homônimo no Fórum de Augusto. Suetônio conta que, durante as calendas de janeiro, o povo levava doações ao Capitólio, mesmo quando o imperador estava fora da cidade. Com o dinheiro obtido, Augusto mandou construir várias estátuas de deuses romanos, que ele mandava colocar em vários bairros da cidade, como a de Apolo Sandaliário ou a de Juno Tragedo e muitas outras.
Durante o período de anarquia que se seguiu à morte de Nero (68-69), depois dos reinados de Galba e Otão, os partidários de Vespasiano se refugiaram no Capitolino perseguidos pelos partidários de Vitélio. O local todo foi incendiado e todos os templos foram destruídos. Vespasiano, assim que assumiu o trono, restaurou os edifícios e o Templo de Júpiter foi reaberto em 75.
Pouco depois, em 80, na época de Tito, um novo incêndio começou na encosta de frente para o Campo de Marte e as obras de reconstrução foram realizadas por Domiciano em 81. Foi nesta época que foram construídos o Pórtico dos Deuses Harmoniosos e o Templo de Vespasiano e Tito na encosta do Capitolino de frente para o Fórum Romano. Adriano e Marco Aurélio realizaram novas obras no Capitólio, que passou a ser então apenas um local de devoção religiosa e ponto final de procissões e triunfos. Na época de Trajano, depois que toda elevação que ligava o Capitolino ao Esquilino foi desbarrancado para a construção do Fórum de Trajano, realizou obras de regularização da encosta oriental da colina com um fachada de tijolos com pequenos nichos, ainda hoje visível perto da entrada do moderno Museo centrale del Risorgimento al Vittoriano.

### Período medieval
Sobre os restos do Templo de Juno Moneta, sobre a antiga Cidadela, foi construída a basílica de Santa Maria in Aracoeli, que podia ser acessada por uma íngreme escadaria, e um convento anexo, além de um maciço palácio papal geralmente conhecido como Torre de Paulo III, estes dois últimos destruídos na década de 1880 para permitir a construção do Vittoriano. Os restos do antigo Tabulário foram reutilizados como residência fortificada pela família Corsi.

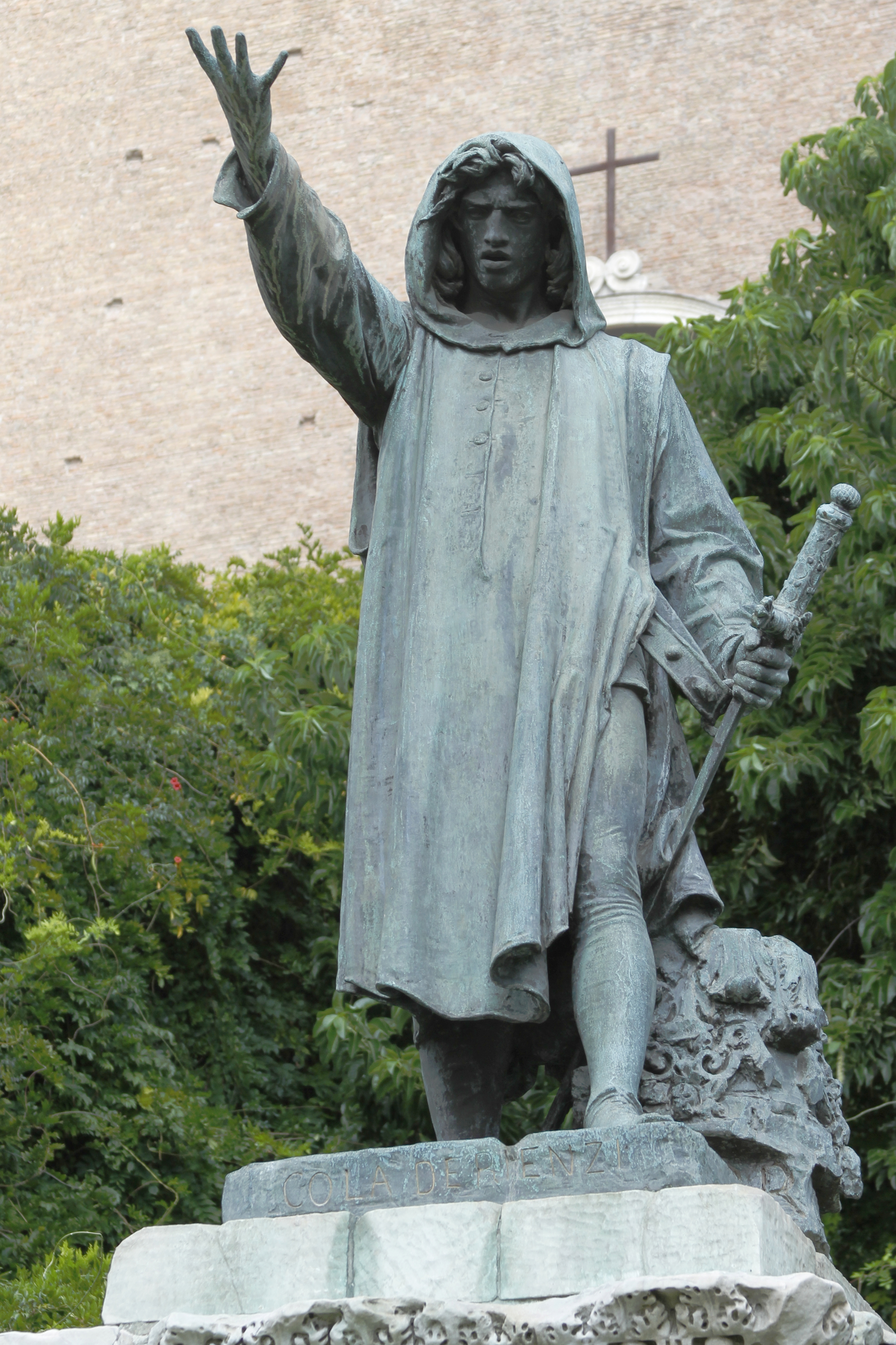
Estátua de Cola di Rienzo na Cordonata

O governo da cidade de Roma estava, nesta época, firmemente sob o comando papal, mas o Capitolino ainda era um local de resistência urbana, como os dramáticos eventos da república efêmera de Cola di Rienzo. Em 1144, uma revolta liderada pelos cidadãos contra a autoridade do papa e dos nobres fizeram com que o palácio dos Corsi fosse transformado em sede do Senado de Roma (Palazzo Senatorio), de costas para o antigo fórum, o início da mudança na orientação da colina que seria acentuada na época de Michelângelo.
Uma pequena praça foi criada de frente para o novo palácio para uso público da comuna. Em meados do século XIV, a corte de justiça das guildas foi construída na extremidade meridional da praça, um local que depois abrigaria os conservatori no século seguinte. No pórtico do palácio, disputas surgidas durante a realização dos negócios eram resolvidas, exceto quando tinham importância suficiente para serem julgadas num tribunal comunal, como o dos conservatori.
Até 1470, o principal mercado da cidade era realizado no Campidoglio e nas imediações, enquanto que o gado continuava a ser taxado e vendido no antigo Fórum Boário, localizado um pouco mais ao sul.
No século XVI, a praça já estava totalmente rodeada de edifícios.

### Renascimento e Michelângelo
A atual Piazza del Campidoglio e todos os palácios vizinhos foram construídos pelo arquiteto e artista renascentista Michelângelo Buonarroti entre 1536 e 1546. No auge de sua fama, Michelângelo foi encarregado pelo papa Paulo III Farnésio, que queria um símbolo da "nova Roma" para impressionar Carlos V, cuja visita era esperada em 1538. A oportunidade era única para criar uma praça cívica monumental para uma grande cidade e também para re-estabelecer a grandeza de Roma.
Os primeiros projetos para a praça e para a reforma dos palácios vizinhos são de 1539, um plano de enormes proporções. Ele acentuou a mudança na orientação dos edifícios em relação ao Capitólio clássico, afastando simbolicamente o centro cívico da cidade do antigo Fórum Romano e aproximando-o da Roma papal e da igreja cristã representada pela Basílica de São Pedro. Esta alteração de 180 graus também pode ser percebida no desejo de Michelângelo de se focar numa nova seção da cidade em desenvolvimento ao invés das antigas ruínas do passado. Uma estátua equestre de Marco Aurélio seria colocada no meio da praça, bem no meio de um campo oval no pavimento. Ele tinha a missão de prover um pano de fundo grandioso para ela e também ordenar um cume irregular já tomado por edifícios medievais caindo aos pedaços e posicionados num ângulo agudo em relação um ao outro. O Palazzo Senatorio seria restaurado com uma escadaria externa dupla e o campanário seria movido para o centro do eixo do edifício. O Palazzo dei Conservatori também seria restaurado e um novo edifício, o chamado Palazzo Nuovo, seria construído no mesmo ângulo na extremidade norte da praça para equilibrar o design, criando uma praça trapezoidal. Uma parede e uma balaustrada seriam construídas na frente da praça, delineando-a claramente na extremidade de frente para a cidade. Finalmente uma escadaria monumental, Cordonata, levaria até a praça a partir do nível da rua mais abaixo, acentuando o eixo central. O Palazzo Nuovo e a Cordonata são os primeiros exemplos urbanos do "culto ao eixo" que dominava na época os projetos de jardins italianos e que alcançaram seu ápice na França.
A execução deste grande plano foi lenta e, de fato, pouco foi completado durante a vida de Michelângelo. A Cordonata não estava pronta quando o imperador Carlos V chegou e a corte imperial teve que escalar a encosta a partir do Fórum para avaliar o trabalho em curso, mas o trabalho continuou seguindo fielmente o projeto original e o novo Campidoglio foi finalmente terminado no século XVII, com exceção do projeto para o pavimento, que só foi realizado no século XX.

#### Piazza del Campidoglio

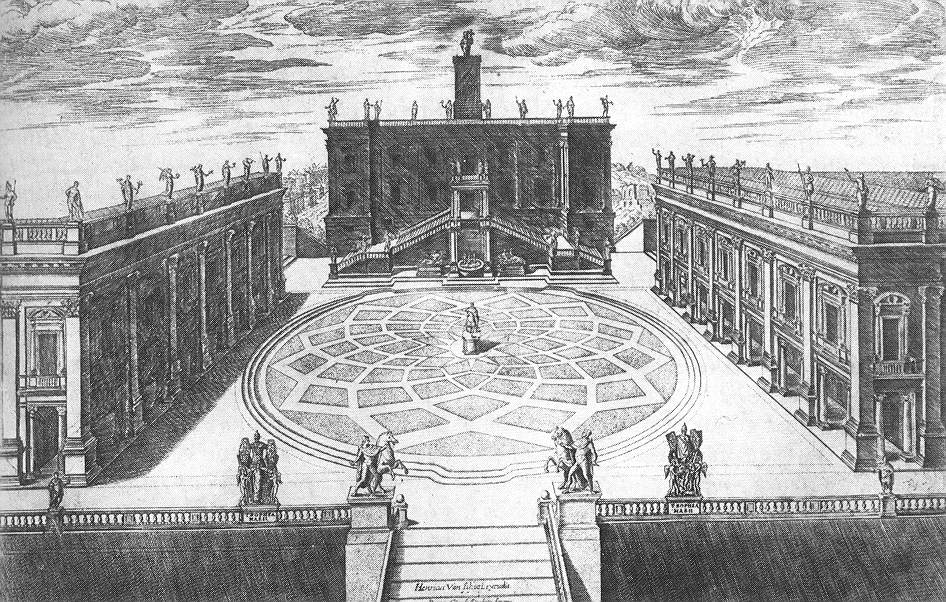
Gravura de Étienne Dupérac com a visão do alto da Piazza del Campidoglio.

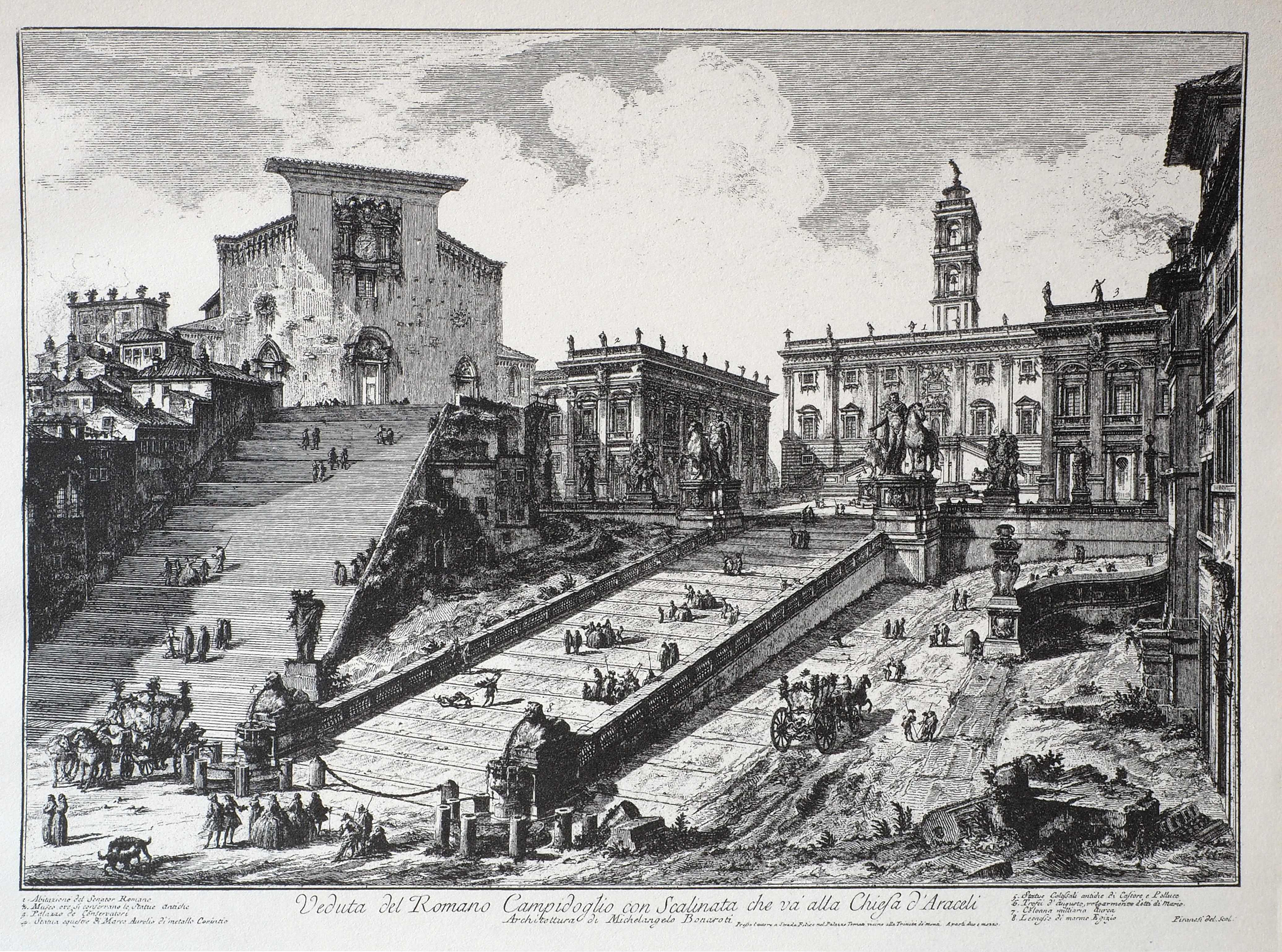
Gravura de Piranesi (1751)

Uma vista do alto de uma gravura de Étienne Dupérac revela a solução de Michelângelo para o problema de espaço na Piazza del Campidoglio. Mesmo com suas novas fachadas centralizando-as no novo palácio no fundo, o espaço era trapezoidal e as fachadas não estavam exatamente umas de frente para as outras. E, para piorar, o local todo tinha uma inclinação (na esquerda na gravura). A solução foi radical. Os três palácios remodelados fechariam um harmonioso espaço trapezoidal cujo acesso se dariam por uma escadaria em forma de rampa chamada de Cordonata. Seu objetivo era, como que numa escada rolante lenta, levar os visitantes até o céu e depositá-lo no limite da autoridade municipal. Como nenhuma forma "perfeita" podia ser utilizada nas dimensões da praça, o aparente oval de Michelângelo no pavimento tem, na verdade, o formato de um ovo real, mais estreito numa extremidade do que na outra. O formato oval combinado com padrão em diamantes no seu interior era um jogo com as geometrias renascentistas do círculo e do quadrado. O design em travertino utilizado no pavimento é perfeitamente nivelado: por todo o perímetro, pequenos degraus se erguem e se perdem no piso conforme requerido pela inclinação do terreno. Seu centro se sobressai ligeiramente de modo que o visitante parece estar num segmento exposto de um ovo gigante quase que inteiramente enterrado no centro da cidade que está no centro do mundo, como afirmou o historiador da vida de Michelângelo Charles de Tolnay. Uma estrela entrelaçada de doze pontas é uma referência sutil às constelações, girando à volta deste espaço chamado de "Caput Mundi", "cabeça do mundo" em latim. Este design nunca foi realizado pelos papas, que possivelmente perceberam uma mensagem pouco cristã, mas Benito Mussolini ordenou que ele fosse completado seguindo à risca do design de Michelângelo em 1940.
Para o grande mestre, o centro da praça era a solução para a desordem do Capitolino. A estátua equestre seria o centro e o foco. Os edifícios definiam o espaço e é este espaço, tanto quanto os edifícios, que é o mais impressionante resultado do complexo Capitolino. É uma gigantesca sala externa, uma praça cercada e protegida, mas a céu aberto e acessível através de cinco entradas simétricas. Os focos nos eixos e na simetria governam todas as partes do Campidoglio. O aspecto que torna isto mais aparente de forma imediata é a estátua; o padrão do piso dirige os olhos dos visitantes para sua base. Michelângelo também deu ao Palazzo Senatorio um campanário central, uma nova fachada e uma grande escadaria exterior. Ele projetou uma nova fachada para o colunado Palazzo dei Conservatori e projetou uma estrutura idêntica, o Palazzo Nuovo, para o lado oposto. No lado mais curto, completando o projeto, a majestosa escadaria.

#### Palácios

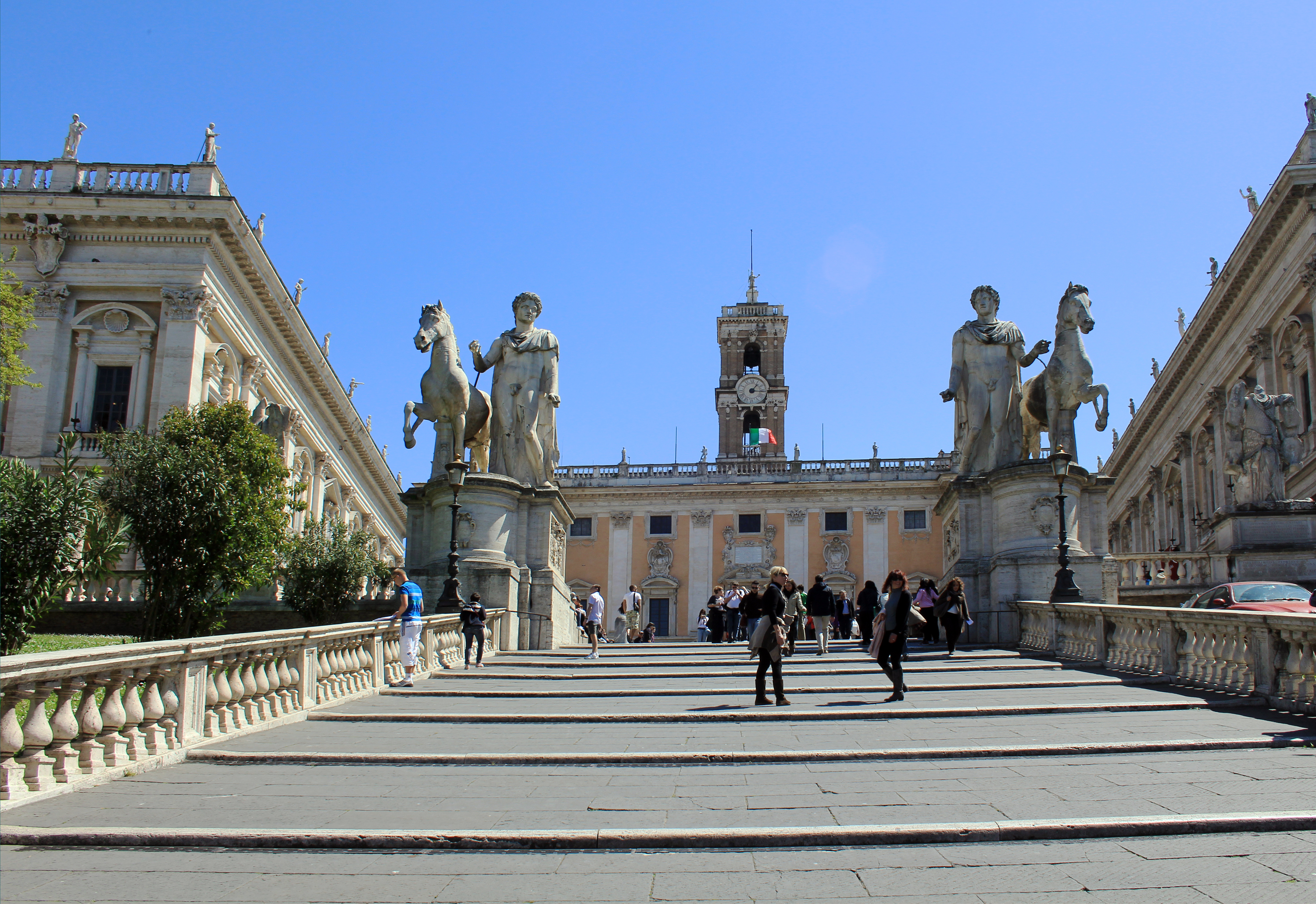
Vista a partir da Cordonata com os chamados "Dióscuros Capitolinos" no topo e o Palazzo Senatorio no fundo

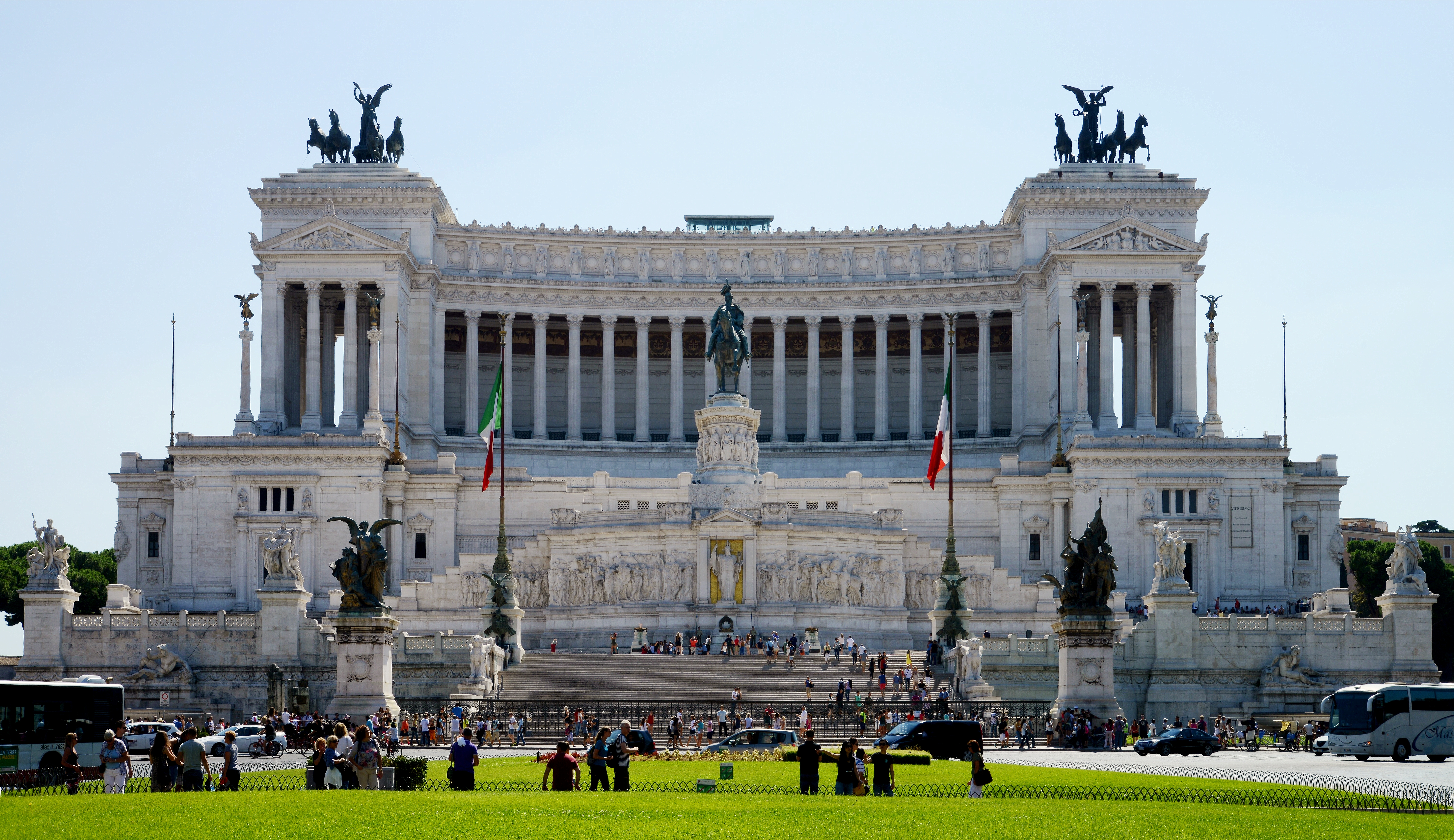
O Vittoriano (ou "Altar da Pátria"). Este imenso monumento moderno ocupa uma extremidade inteira do monte Capitolino

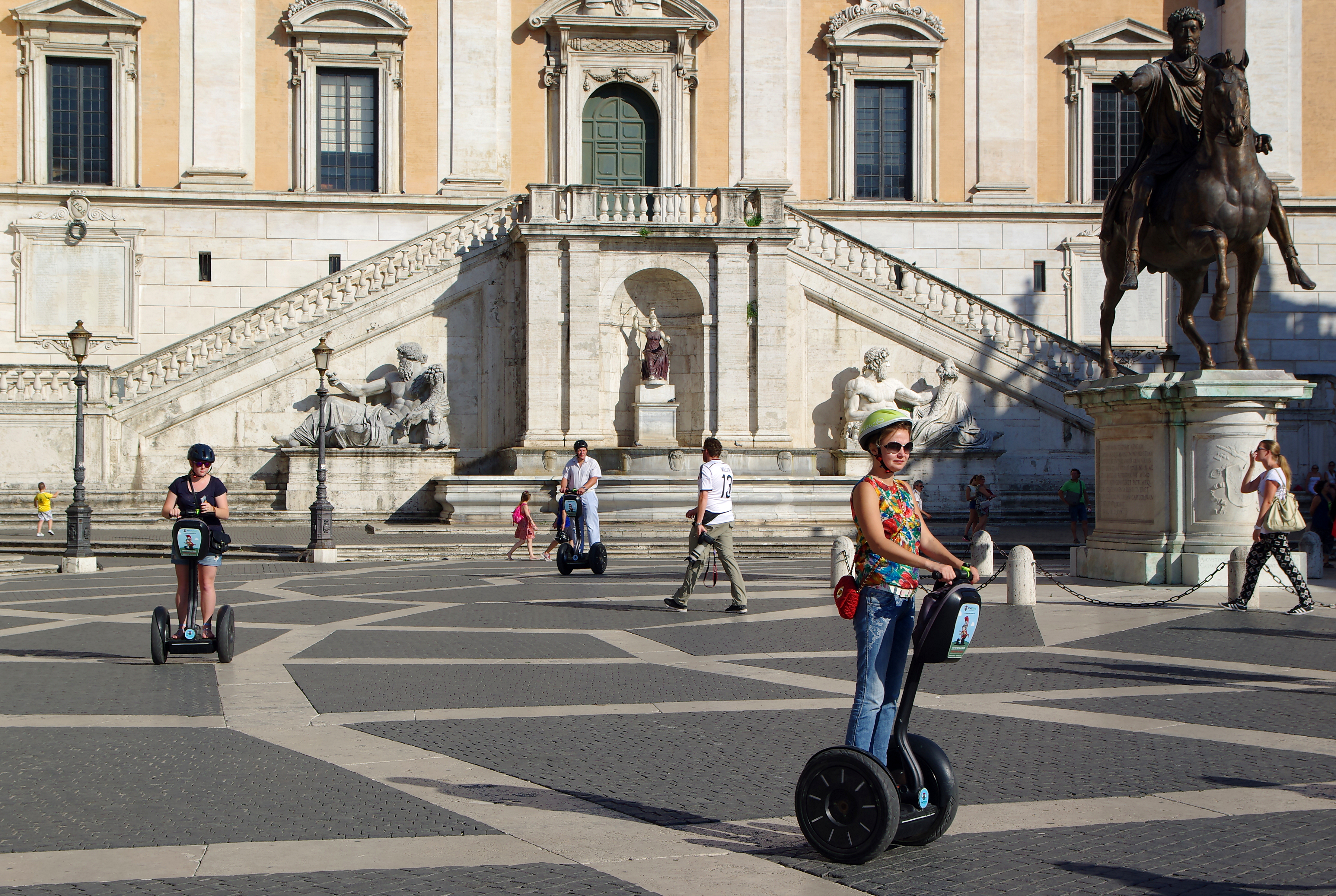
Vista da Estátua equestre de Marco Aurélio (cópia) e da escadaria do Palazzo Senatorio

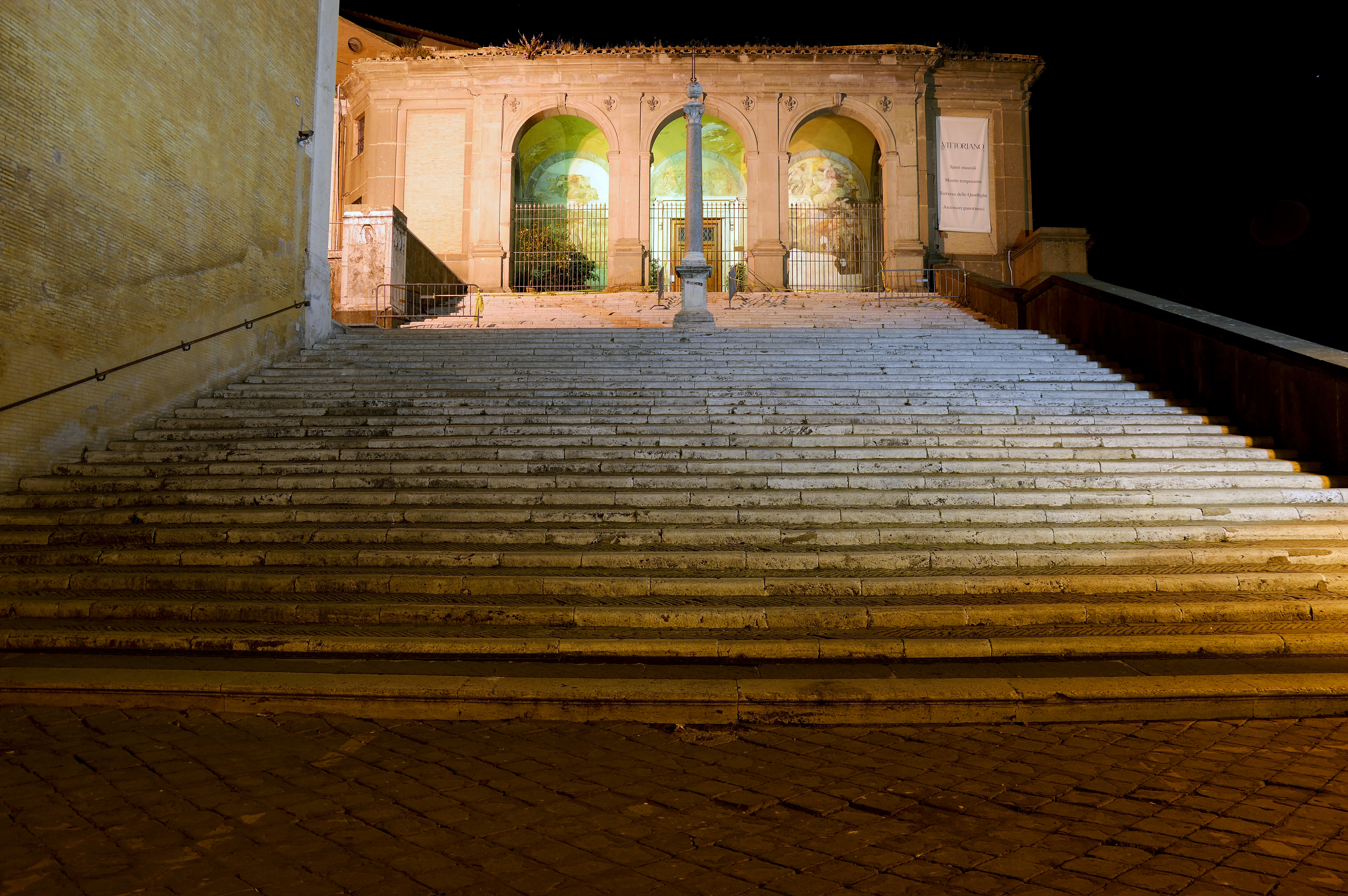
Lógia de Paulo III, parte do complexo da basílica de Santa Maria in Aracoeli

##### Palazzo dei Conservatori
O Palazzo dei Conservatori ("Palácio dos Conservadores") foi construído na Idade Média para os magistrados locais sobre as ruínas do antigo templo do século VI a.C. conhecido como Templo de Júpiter Capitolino. A renovação de Michelângelo incluiu a primeira utilização conhecida de uma ordem gigante (dois andares), neste caso com uma série de pilastras coríntias e colunas subsidiárias jônicas flanqueando as lógias no piso térreo e as janelas no segundo andar. O novo pórtico de Michelângelo é uma reinvenção de ideias mais antigas, com um entablamentos e um teto plano parecido com caixotões. O entablamento repousa sobre colunas na frente de cada abertura e semicolunas pareadas estão na parede de fundo. Cada pilastra forma uma unidade composta com o pilar e a coluna em cada um dos lados. Pilastras colossais sobre grandes bases ligam o pórtico e o andar superior. Todas as janelas são encimadas por frontões segmentados. Uma balaustrada beirando o teto enfatiza a horizontalidade enfática do todo contra as linhas verticais das ordens que se elevam em um majestoso contraste. A verticalidade das ordens colossais cria a sensação de um espaço auto-contido enquanto que a horizontalidade do entablamento e da balaustrada enfatizam o eixo longitudinal da praça. A fachada do palácio foi reformada por Michelângelo na década de 1540 e muitas outras vezes depois.

##### Palazzo Senatorio
Construído durante os séculos XIII e XIV, o Palazzo Senatorio ("Palácio Senatorial") está localizado acima do Tabulário, o antigo arquivo estatal romano. Blocos de peperino do Tabulário foram reutilizados no lado esquerdo do palácio e num dos cantos do campanário.  Sua escadaria exterior dupla foi projetada por Michelângelo para substituir um antigo lance de escadas e uma lógia de dois andares que ficava do lado direito do palácio e deve ser avaliada não apenas no contexto do palácio, mas da praça como um todo. Os degraus, começando no centro de cada ala, sobem gentilmente até o canto interior, onde se nivelam e voltam para a fachada principal. Então eles continuam imponentemente em direção um ao outro, convergindo no portal do segundo piso. Esta interrupção na linha diagonal e a breve mudança de direção para dentro tanto absorvem o eixo central e ligam os dois lados. A fonte em frente da escadaria conta com duas estátuas dos deuses fluviais Tibre e Nilo e também da deusa Roma (Minerva). A parte superior da fachada foi projetada por Michelângelo com pilastras colossais coríntias harmonizando com os dois outros palácios da praça. Seu campanário foi projetado por Martino Longhi, o Velho, e construído entre 1578 e 1582. Sua fachada atual é obra de Giacomo della Porta e Girolamo Rainaldi.
Atualmente, a estrutura abriga a prefeitura romana.

##### Palazzo Nuovo
Para completar a simetria da praça e esconder a torre de Santa Maria in Aracoeli, o Palazzo Nuovo ("Palácio Novo") foi construído em 1603, terminado em 1654, e aberto ao público em 1734. Sua fachada duplica a do Palazzo dei Conservatori. Em outras palavras, é uma cópia idêntica construída utilizando a planta de Michelângelo de quando ele redesenhou o Palazzo dei Conservatori um século antes.

##### Palazzo Caffarelli Clementino
Vizinho e atualmente servindo como anexo do Palazzo dei Conservatori está o Palazzo Caffarelli Clementino, onde são realizadas as exposições temporárias dos Museus Capitolinos. O palácio foi construído entre 1576 e 1583 por Gregorio Canonico para Giovanni Pietro Caffarelli. Até o final da Primeira Guerra Mundial, o palácio serviu como embaixada da Alemanha em Roma. Depois da guerra, o palácio foi confiscado pela Comuna de Roma, que demoliu uma grande parte da ala leste do palácio para criar o Terraço Caffarelli.

#### Balaustrada eCordonata
Uma balaustrada decorada por esculturas assentadas sobre pilares gigantes delimita a composição do complexo. Duas gigantescas estátuas de Castor e Pólux que decoram o começo da Cordonata não são as mesmas colocadas por Michelâgelo — conhecidas como "Domadores de Cavalos" — que estão hoje na Piazza del Quirinale.
Ao lado da mais antiga e muito mais íngreme escadaria que leva à basílica de Santa Maria in Aracoeli, Michelângelo projetou uma escadaria larga e com rampa chamada Cordonata que leva até o topo do monte Capitolino na Piazza del Campidoglio, reafirmando seu projeto de dar as costas para o antigo Fórum Romano. Ela foi construída de forma a permitir a subida de cavaleiros montados. Os corrimãos foram decorados por dois leões egípcios em basalto negro na base e pelas estátuas de Castor e Pólux no alto.

### Época contemporânea
As encostas do Capitolino eram ocupadas por diversos edifícios residenciais de várias épocas diferentes, parte das quais foram demolidas para a construção do Vittoriano e durante as obras do "isolamento" da colina durante a década de 1930, durante as quais foram descobertos restos de uma ínsula ainda visível perto da escadaria da basílica de Santa Maria in Aracoeli.
O Capitólio é a sede de representação da Comuna de Roma. Ali estão os escritórios da prefeitura, a sala do conselho municipal (sala Giulio Cesare) e outros espaços, como a Promoteca, onde foi firmado, em 1957, o Tratado de Roma (que instituiu a Comunidade Europeia) e, em 1998, o Estatuto de Roma, que criou a Corte Penal Internacional.

## Monumentos

### Ruínas romanas
- Auguráculo
- Arco de Cipião Africano
- Escadas Gemônias
- Ínsula Romana
- Porta Carmental
- Porta Flumentana
- Porta Fontinal
- Tabulário
- Templo de Fides
- Templo de Juno Moneta
- Templo de Júpiter Capitolino
- Templo de Júpiter Ferétrio
- Templo de Júpiter Guardião
- Templo de Júpiter Tonante
- Templo de Marte Vingador
- Templo de Mente
- Templo de Ops
- Templo de Vejóvis
- Templo de Vênus Ericina

### Posteriores
- San Biagio de Mercato
- Santa Maria in Aracoeli
- Cordonata Capitolina
- Estátua equestre de Marco Aurélio
- Escadas Gemônias
- Museus Capitolinos
  - Palazzo Senatorio
  - Palazzo Nuovo
  - Palazzo dei Conservatori
  - Palazzo Caffarelli Clementino
- Piazza del Campidoglio

## Planimetria
| Planimetria do Capitólio antigo |
| --- |
| Area capitolina Arx Fórum Romano Fóruns imperiais Velabro Templo de Júpiter Capitolino Tabulário Templo de Juno Moneta Teatro de Marcelo Fórum Holitório Templo de Belona Templo de Júpiter Ferétrio Templo de Vejóvis Auguráculo Iseu Templo de Júpiter Guardião (?) Templo da Concórdia (?) Templo de Júpiter Conservador Cabana de Rômulo Altar Templo Tensário Templo de Júpiter Tonante Clivo Capitolino "Cem Passos" Porta Pandana Templo de Jano Templo de Juno Sóspita Templo de Esperança Templo de Augusto Asilo "Entre Dois Bosques" Vico Jugário Campo de Marte Pórtico dos Deuses Harmoniosos Templo de Vespasiano Templo da Concórdia Tuliano Clivo Argentário Templo de Vênus Ericina Templo de Mente (?) Templo de Fides (?) Templo de Ops (?) Arco de Cipíão Templo de Saturno Basílica Júlia |